# 国崎町
国崎町（くざきちょう）は、三重県鳥羽市の町。国崎は文字通り「くにざき」と読むこともある。紀伊半島および志摩半島の最東端に位置し、それが町名の由来となった。2010年10月1日現在の面積は3.572644km2。郵便番号は517-0031。
伊勢神宮の神饌として代表的なアワビはこの国崎町で調製されている。「石鏡女に国崎男」と言われ、国崎町には美男が多いとされている。

## 地理
鳥羽市南東部に位置し、離島部を除けば鳥羽市の最東端にある。大王崎などと並ぶ海の難所として知られた地域である。東側が太平洋に面し、沿岸は海岸侵食によって形成された断崖が多い。集落は南東部の前之浜から丘陵部にかけて広がる。海岸段丘に集落が展開し、その背後には畑作地があり、水田はわずかな窪地や谷あいに帯状に形成された。畑地の奥は広大な森林地帯であるが、土地の栄養分が貧弱なため用材を生産する林業は発達していない。
- 岬 - 鎧崎、剣崎

北および西は浦村町、北東は石鏡町（いじかちょう）、南は相差町（おうさつちょう）と接する。
国崎町は海間谷（かいまだに）と里谷（さとだに）の2つのタニ（谷）に分けられ、それぞれのタニはさらに2つのハイ（配）に分かれる。ハイは他の地域のクミ（組）と同じである。

## 歴史

### 古代から中世
少なくとも古代より、伊勢神宮に奉納する熨斗鮑（のしあわび）をはじめとする御贄を産出する地であった。神代には倭姫命が巡幸した地であると言われ、海女・お弁が命に獲った鮑を献上したとされる。鎧崎や大津など5か所で遺跡が見つかっており、古くからの人々の居住が窺える。古記録では「国崎神戸」（国崎本神戸、国崎嶋とも）と書かれ、志摩国に3か所ある朝夕御饌の供進地の1つであった。
天永2年（1111年）の記録『国崎神戸文書』では、内宮や外宮への供祭物として水取鮑・玉抜鮑・甘掻鮑・津布・荒蠣・塩を、直会料や六節御贄として魚貝類若干を納めたほか、「丁部」として労役が課されていた。国崎の船に関する記録がいくつか残されており、文明13年（1481年）には勢田川を通航する国崎舟に対して「新役」が課されたことを内宮に訴え、同17年（1485年）に国崎船が北畠氏によって一志郡矢野浦で拿捕（だほ）される事件が発生し、永禄8年（1565年）には大湊へ3艘の国崎船が入港していることが分かっている。
中世に入ると、それまで別個の地域として扱われてきた大津と合併して「大津国崎神戸」となったようである。また大津集落は明応7年（1498年）に発生した明応地震による津波で流失した。鎌倉時代には伊勢神宮の権力が低下し、各地の神戸が神宮の支配に抵抗し、その支配から離脱したにもかかわらず、国崎では多少の抵抗や代償を要求することはあっても積極的に神宮から離脱しようとはしなかった。これは、抵抗によって調進量を減少させることに成功した上、神宮の威を借りて豊かな漁場を住民が独占的に利用できたことや上述の国崎船に関する事件の際に神宮が対処したことが理由として考えられる。

### 近世
江戸時代には、志摩国答志郡国府組に属し、国崎村として鳥羽藩の配下にあった。17世紀には神領への復帰を2度申し立てたが、石鏡村との境界争いで神宮が国崎村を有利に導けなかったことから、次第に鳥羽藩と神宮の二重支配への疑問が村人の中から挙がり、調進を停止する旨を神宮に通告した。その後は神宮から対価を得て調進したり、山田奉行や鳥羽藩からの圧力を受ける形で調進を続けた。
村高は延享3年（1746年）時点では176石余だったが、天保（1830年から1844年）には168石余に減少している。毎年6月1日には、国崎村をはじめとして神島・菅島・答志・石鏡・相差・安乗の7村から海女が集まる「御潜神事」が挙行され、アワビ採取を行った。神事に集まる海女の滞在費用は国崎村持ちであり、重い負担であった。神事は明治4年まで続いた。宝永地震（宝永4年=1707年）では津波によって大半の漁船・漁具が流され、生活は困窮、捕鯨ができなくなった。このため、農業への移行が見られ、津波前の天和元年（1681年）に18石だった年貢米が、享保11年（1726年）には46石に増加した。

### 近代から現代
明治維新期は1874年（明治7年）に国崎戸長役場、1878年（明治11年）に三重県第十六区的矢組戸長役場、1879年（明治12年）に石鏡村国崎村戸長役場、1882年（明治15年）に国崎村戸長役場、1884年（明治17年）に相差村外五ヶ村戸長役場と目まぐるしく所属を変えたが、町村制施行時には相差村などと合併して長岡村の大字国崎となり、昭和の大合併により鳥羽市の1町・国崎町となった。伊勢神宮の御厨からの御贄貢進は1871年（明治4年）に制度としては廃止されたが、国崎の熨斗鮑の献上が絶えることはなかった。明治20年代（1887年 - 1897年）になると海女の集団出稼ぎが始まり、北海道の利尻島・礼文島・宗谷、三陸海岸の釜石、伊豆半島や南紀でのテングサ採取、竹島でのアワビ採取に従事し、明治中期以降「出稼ぎにいってこなければ一人前でない」と言われるほど女性の間で一般化した。出稼ぎの発達の背後にはボラ網漁の衰退があり、1939年（昭和14年）には完全にボラ網漁が中止された。旧漁業法により1901年（明治34年）、国崎漁業組合が発足し、その後名称を変えながらも国崎の自治組織と付かず離れずの関係を維持してきた。

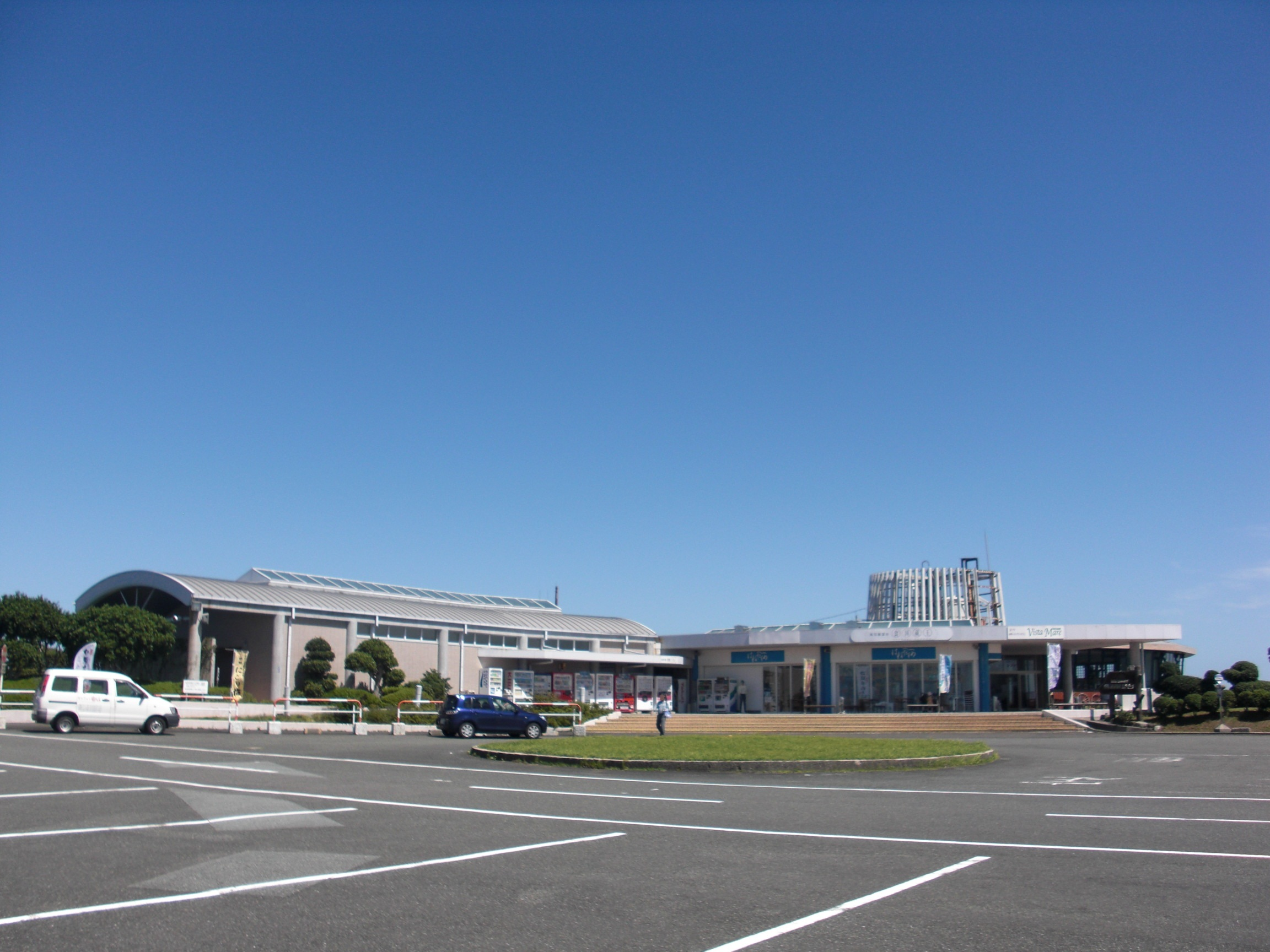
鳥羽展望台食国蔵王

戦後は観光業が盛んになり、旅館や民宿などの宿泊施設が多く開業し、パールロードには鳥羽展望台が建設された。鳥羽展望台は三重県庁の外郭団体である財団法人三重ビジターズ推進機構が運営していたが、2002年（平成14年）から有限会社ノアの運営となった。
国崎町内にあった鳥羽市立国崎小学校は、2011年（平成23年）3月31日に廃校となり、弘道小学校へ統合された。旧国崎小学校校舎は、2013年（平成25年）4月から鳥羽市立相差保育所の仮園舎として利用される。

### 沿革
- 1889年（明治22年）4月1日 - 町村制施行により答志郡長岡村大字国崎となる。
- 1896年（明治29年）3月29日 - 答志郡と英虞郡の合併により、所属郡が志摩郡に変更。志摩郡長岡村大字国崎となる。
- 1954年（昭和29年）11月1日 - 昭和の大合併により鳥羽市国崎町となる。

### 町名の由来
志摩国の東端に位置することから、国の先（崎）という意味で「国崎」となった。

## 世帯数と人口
2019年（令和元年）8月31日現在の世帯数と人口は以下の通りである。
| 町丁   | 世帯数  | 人口  |
| ------ | ------- | ----- |
| 国崎町 | 121世帯 | 296人 |

### 人口の変遷
1746年以降の人口の推移。なお、1995年以後は国勢調査による推移。
| 1746年（延享3年）  | 312人 | [ 9 ]      |  |
| 1880年（明治13年） | 665人 | [ 10 ]     |  |
| 1908年（明治41年） | 729人 | [ 9 ]      |  |
| 1960年（昭和35年） | 747人 | [ 24 ]     |  |
| 1980年（昭和55年） | 635人 | [ 4 ]      |  |
| 1995年（平成7年）  | 526人 | [ WEB 8 ]  |  |
| 2000年（平成12年） | 497人 | [ WEB 9 ]  |  |
| 2005年（平成17年） | 424人 | [ WEB 10 ] |  |
| 2010年（平成22年） | 392人 | [ WEB 11 ] |  |
| 2015年（平成27年） | 323人 | [ WEB 12 ] |  |

### 世帯数の変遷
1746年以降の世帯数の推移。なお、1995年以後は国勢調査による推移。
| 1746年（延享3年）  | 59戸    | [ 9 ]      |  |
| 1880年（明治13年） | 108戸   | [ 10 ]     |  |
| 1908年（明治41年） | 97戸    | [ 9 ]      |  |
| 1960年（昭和35年） | 117戸   | [ 24 ]     |  |
| 1980年（昭和55年） | 112世帯 | [ 4 ]      |  |
| 1995年（平成7年）  | 117世帯 | [ WEB 8 ]  |  |
| 2000年（平成12年） | 129世帯 | [ WEB 9 ]  |  |
| 2005年（平成17年） | 118世帯 | [ WEB 10 ] |  |
| 2010年（平成22年） | 127世帯 | [ WEB 11 ] |  |
| 2015年（平成27年） | 121世帯 | [ WEB 12 ] |  |

## 学区
市立小・中学校に通う場合、学区は以下の通りとなる。
| 番・番地等 | 小学校             | 中学校             |
| ---------- | ------------------ | ------------------ |
| 全域       | 鳥羽市立弘道小学校 | 鳥羽市立長岡中学校 |

町内にあった国崎小学校は、2011年（平成23年）3月31日に廃校となった。

## 生活慣行
両墓制と隠居制度が行われていた。地縁・血縁・年齢階梯によって生活秩序が保たれ、階層間の支配関係はほとんど見られない。海女の関係する祭りとして、1月2日に「磯端はじめ」としてアワビ採取の真似を行って1年の豊漁を願う。1月5日には八幡祭、11月18日には二船祭を執り行う。
1月6日に「海の七草」を家長が刻み、翌1月7日に七草粥にして食す「ナナクサタタキ」という風習がある。2017年（平成29年）1月に国崎町の「くざき鰒おべん企業組合」がワカメ、黒海苔、アオサ、ヒジキ、アラメ、アカモク、メカブの「七草」を乾燥・粉末化し、炊き込みご飯にして食べる商品を開発、販売開始した。

## 経済
基幹産業は水産業である。農業も行われ、戦前までは主として自給用であったが、戦後は米・タマネギ・サツマイモなどを町外に販売できるまでに規模を拡大した。

### 水産業

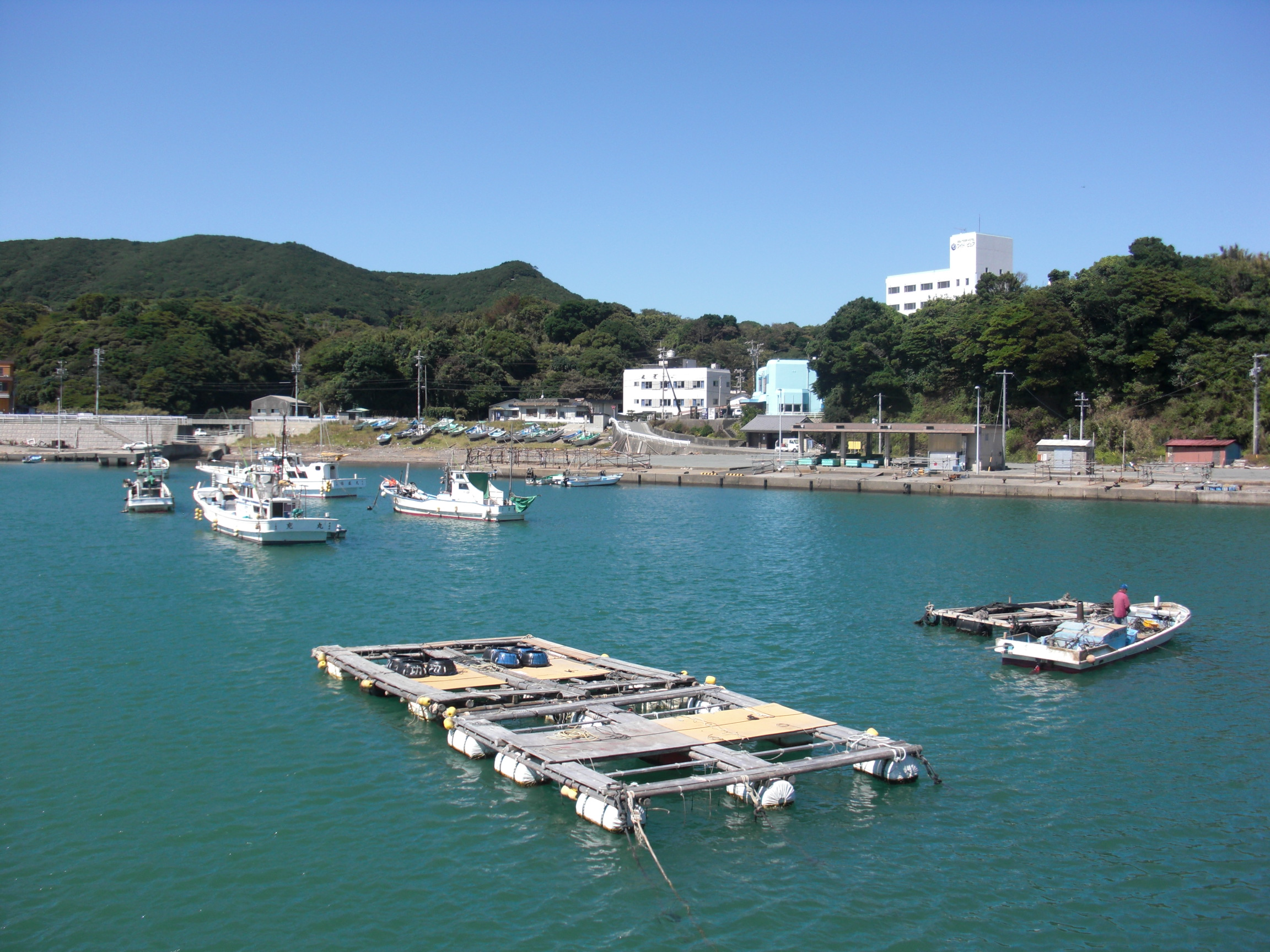
国崎漁港

水産業は国崎町の重要な産業であり、1980年代初頭には93%が漁業に従事していたが、専業漁家はなかったという。1960年（昭和35年）には専業漁家が14世帯存在し、町内総生産の74%を漁業が占めた。農業生産上優位にある家庭では漁業生産上も優位にある傾向が見られ、国崎では農業と漁業が不可分であることを示す。男性は刺網などの沿岸漁業、女性は海女漁業に従事する。また近隣の集落では見られない男性の海士も存在する。三重県教育委員会による調査では、2010年（平成22年）現在、女性の海女が62名、男性の海士が5名であった。1937年（昭和12年）には男性の海士だけで50名いた。
国崎の地先漁場は南北約4km、東西（沖合）約1kmであり、北から順に、上境・あらめした・ながま・鎧崎・前浜・みじもの・まえあらめ・下境と呼ばれる8つの区画に細分されている。国崎ではこれらの区画を輪番で使用し、禁漁区に規定以下のアワビを放流することで水産資源の保護に努めてきた。こうした「漁場輪番制」は1925年（大正14年）に制度化された。海女漁業は1960年代の国崎町の漁業生産の大部分を占め、4分の3はアワビであった。海女の年間出漁日数は100日と鳥羽市内では桃取町に次いで多い。アワビの採取が行われる「口開け」は年間約40日であり、この間は男女を問わずほぼすべての労働力がアワビ採取に投入されていた。1年の操業は、水揚げ量の合計が規定量に達すると停止していたが、資源の減少により規定は撤廃されている。また乱獲防止のためウェットスーツは1戸につき1着まで、という規定があったが、廃止された。

#### 国崎漁港
国崎漁港（くざきぎょこう）は、三重県鳥羽市国崎町にある第1種漁港。1953年（昭和28年）3月5日に漁港指定を受け、鳥羽市が管理する。海の難所であり、長い間漁港を築くことが困難であった。築港に当たっては、住民による無報酬のアワビ採取が行われた。
1963年（昭和38年）度の「整備計画漁港」指定以来、24年をかけて港の修築が行われ、2001年（平成13年）度からは沖合防波堤の建設を進めている。2009年（平成21年）の属地陸揚量と属人漁獲量はともに134.6t、属地陸揚金額は95百万円である。

## 交通

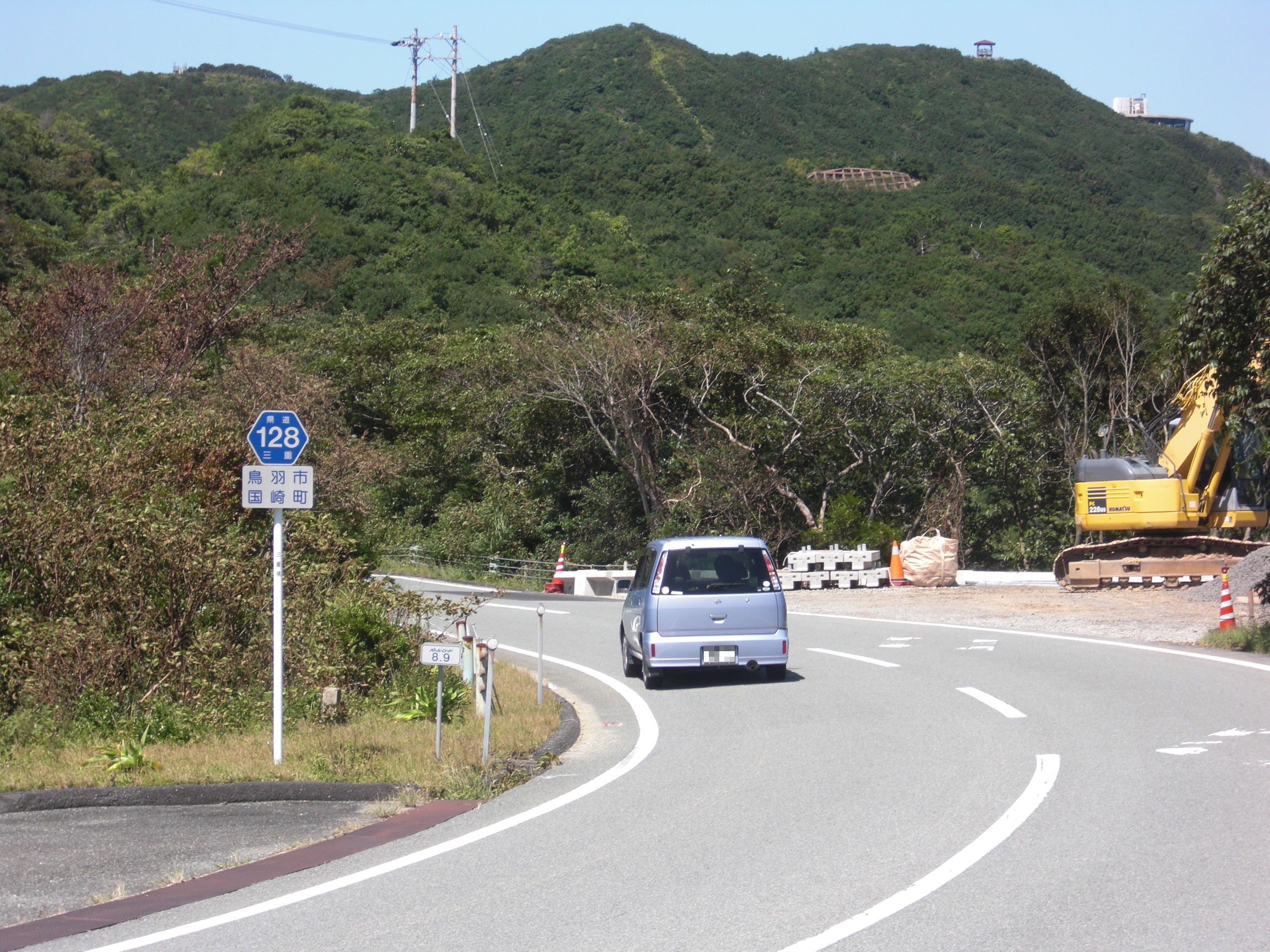
パールロード沿線風景

交通は陸上・海上ともに恵まれているとは言えない。町内の道路は漁村特有の狭い坂道が連なっている。路線バスの終点である国崎バス停は、国崎集落の南端にあり、集落北端の鎧崎までは徒歩10分程度である。
道路
- 三重県道128号鳥羽阿児線（パールロード） - 国崎町の中央部を南北に通る一般県道。
- 三重県道750号阿児磯部鳥羽線 - 国崎町東部を南北に通る一般県道。
- 鳥羽市道横山線・鳥羽市道長尾山線[WEB 14] - パールロードと阿児磯部鳥羽線を結ぶ。

路線バス
■かもめバス（鳥羽市営バス）国崎バス停
- 4系統 鳥羽小学校（休日のみ）
- 4系統 鳥羽バスセンター（休日のみ）
- 4系統 畔蛸口（休日のみ）
- 5系統 鳥羽駅
- 5系統 鳥羽マリンターミナル（佐田浜）
- 5系統 国崎（終点）
- 5系統 鳥羽展望台（休日のみ）

## 施設
| - 鳥羽市立相差保育所（仮園地） - 鳥羽磯部漁業協同組合国崎支所 - 箱田山園地 - 鳥羽展望台 - 鳥羽サンレポータウン（別荘地） - 五感の宿 慶泉（神代温泉） | - たまや旅館 - 浜辺の宿 丸文 - 魚の栖 網元 丸仙 - 民宿かどや - くつろぎの宿 福若 - 海女の郷 |

## 社寺等

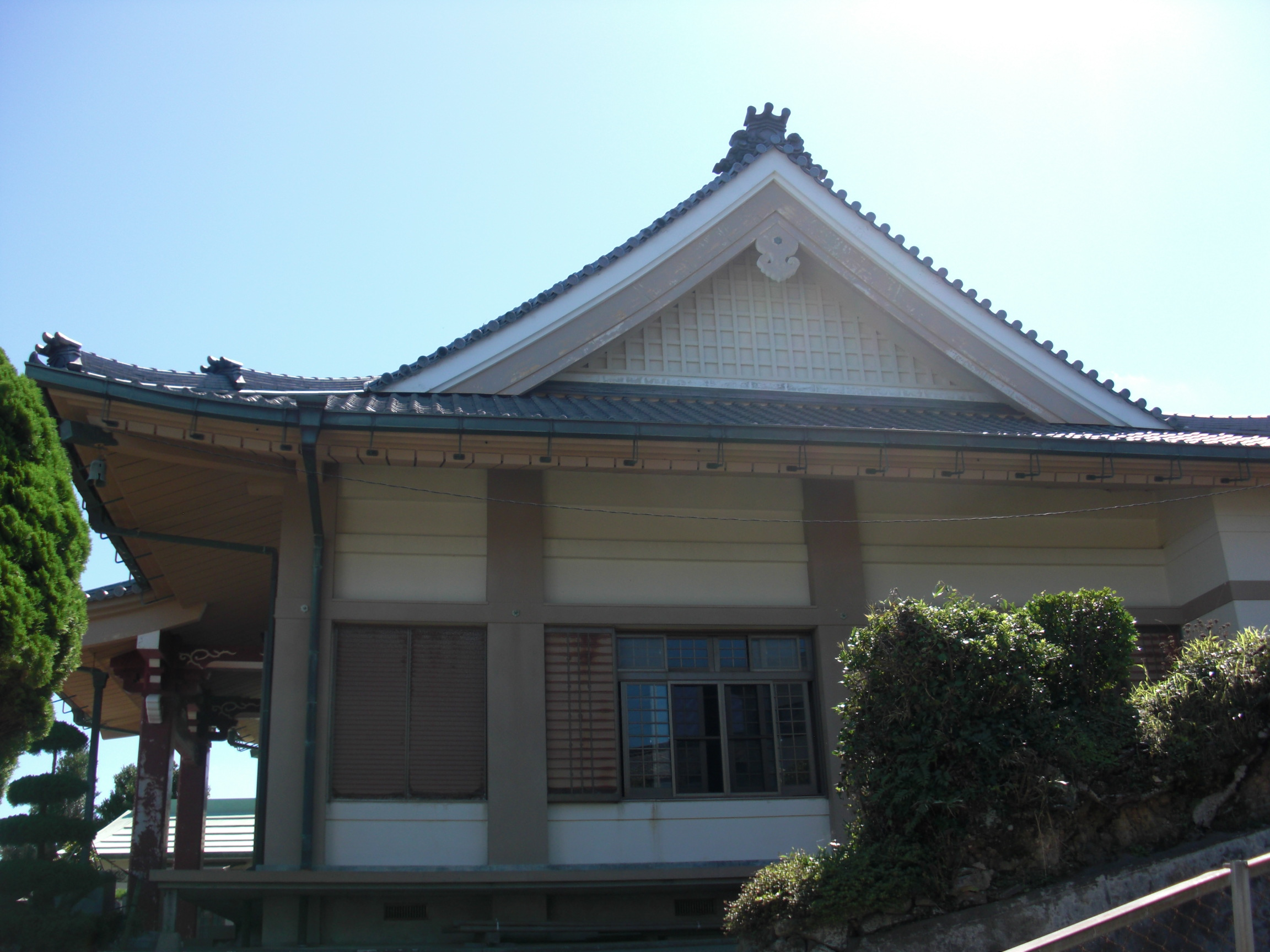
常福寺

- 海士潜女神社 - 鎧崎にある神社で、倭姫命にアワビを献上したお弁を「潜女神」として祀る[9]。
- 常福寺 - 海間谷にある、曹洞宗の仏教寺院[9]。山号は宝剣山。元は大津にあったが明応地震による津波で集落ごと滅失し、小字里中に移り、後廃寺となったが正保元年（1645年）に厳州によって再興された[9]。1919年（大正8年）に里谷にあった海蔵寺の本尊・不動明王が常福寺に移された[28]。
- 神宮御料鰒調製所

## 文化財
- 国崎のノット正月 - 1月17日に挙行される、藁の船に正月の神を乗せて送り出す行事[WEB 15]。2011年（平成23年）3月9日に記録作成等の措置を講ずべき無形の民俗文化財（選択無形民俗文化財）に選択された[WEB 15]。
- 紙本墨書国崎文書 - 朝廷や伊勢神宮から下賜された中世の11通の文書[10]。所有者は鳥羽磯部漁業協同組合国崎支所[10]。1960年（昭和35年）5月17日指定の三重県指定有形文化財（文書）[WEB 16]。
- 国崎の熨斗鰒づくり - 2004年（平成16年）10月18日指定の三重県指定無形民俗文化財[WEB 17]。

### WEB
1. 1 2  “三重県鳥羽市国崎町 - 人口総数及び世帯総数”. 人口統計ラボ. 2015年8月21日閲覧。
2. 1 2  “鳥羽市地区別人口・高齢者数(平成31年度)”.   鳥羽市 (2019年9月13日). 2019年9月16日閲覧。
3. 1 2  “国崎町の郵便番号”.  日本郵便. 2019年8月15日閲覧。
4. ↑  “市外局番の一覧”.   総務省. 2019年6月24日閲覧。
5. ↑  “住所コード検索”. 自動車登録関係コード検索システム.  国土交通省. 2015年8月21日時点のオリジナルよりアーカイブ。2015年8月21日閲覧。
6. ↑  三重県総務部行財政改革推進課"総務部行財政改革推進課/これまでの外郭団体改革の取組"<ウェブ魚拓>（2013年3月28日閲覧。）
7. ↑  東海経済新聞社"とうけい - 第2回 パールロードと鳥羽展望台「食国蔵王（おすくにくらおう）」"<ウェブ魚拓>2009年9月9日（2013年3月28日閲覧。）
8. 1 2  “平成7年国勢調査の調査結果(e-Stat) - 男女別人口及び世帯数 －町丁・字等”.   総務省統計局 (2014年3月28日). 2019年8月16日閲覧。
9. 1 2  “平成12年国勢調査の調査結果(e-Stat) - 男女別人口及び世帯数 －町丁・字等”.   総務省統計局 (2014年5月30日). 2019年8月16日閲覧。
10. 1 2  “平成17年国勢調査の調査結果(e-Stat) - 男女別人口及び世帯数 －町丁・字等”.   総務省統計局 (2014年6月27日). 2019年8月16日閲覧。
11. 1 2  “平成22年国勢調査の調査結果(e-Stat) - 男女別人口及び世帯数 －町丁・字等”.   総務省統計局 (2012年1月20日). 2019年8月16日閲覧。
12. 1 2  “平成27年国勢調査の調査結果(e-Stat) - 男女別人口及び世帯数 －町丁・字等”.   総務省統計局 (2017年1月27日). 2019年8月16日閲覧。
13. 1 2 3  三重県農林水産部水産基盤整備課"三重県農林水産部水産基盤整備課/国崎漁港"（2013年4月14日閲覧。）
14. ↑  鳥羽市"平成22年第3回定例市議会提出議案概要説明"<ウェブ魚拓>（2013年3月28日閲覧。）
15. 1 2  文化庁"国崎のノット正月"（2013年4月15日閲覧。）
16. ↑  三重県教育委員会事務局社会教育・文化財保護課"みんなで、守ろう!活かそう!三重の文化財/情報データベース/紙本墨書国崎文書"（2013年3月11日閲覧。）
17. ↑  三重県教育委員会事務局社会教育・文化財保護課"みんなで、守ろう!活かそう!三重の文化財/情報データベース/国崎の熨斗鰒づくり"（2013年3月11日閲覧。）

### 文献
1. 1 2 3 4 5 6  「角川日本地名大辞典」編纂委員会 1983, p. 423.
2. ↑  加藤 1979, p. 283.
3. ↑  人文社観光と旅編集部 編 1983, p. 72.
4. 1 2 3 4 5 6  「角川日本地名大辞典」編纂委員会 1983, p. 1241.
5. ↑  後藤 1994, pp. 89–90.
6. 1 2 3  後藤 1994, p. 91.
7. ↑  後藤 1994, pp. 122–123.
8. ↑  後藤 1994, p. 122.
9. 1 2 3 4 5 6 7 8 9 10 11 12 13 14 15 16  「角川日本地名大辞典」編纂委員会 1983, p. 424.
10. 1 2 3 4 5 6 7 8  平凡社地方資料センター 1983, p. 726.
11. ↑  森 1994, pp. 47–52.
12. ↑  森 1994, pp. 51–54.
13. ↑  森 1994, pp. 56–58.
14. ↑  森 1994, pp. 60–64.
15. ↑  森 1994, pp. 64–65.
16. 1 2  千葉 1964, p. 451.
17. ↑  後藤 1994, pp. 120–121.
18. ↑  三重県教育委員会 編 2012, p. 1.
19. ↑  後藤 1994, p. 107.
20. ↑  中田 1994, p. 150.
21. ↑  後藤 1994, p. 121.
22. 1 2  三重県教育委員会 2011, p. 1.
23. ↑  林一茂"相差保育所 海女と園児、お別れ会 津波対策で移転 鳥羽"毎日新聞2013年3月20日付朝刊、三重版
24. 1 2 3 4  川越 1994, p. 39.
25. ↑  “小学校・中学校一覧”.   鳥羽市 (2017年8月30日). 2019年9月16日閲覧。
26. ↑  島本 1994, pp. 155–156.
27. ↑  三重県教育委員会 編 2012, p. 57.
28. 1 2  島本 1994, p. 163.
29. 1 2  西山和宏"「海の七草」でかゆを 鳥羽の企業組合が販売"
30. ↑  後藤 1994, pp. 94–96.
31. ↑  後藤 1994, p. 90-91.
32. ↑  後藤 1994, p. 117.
33. ↑  後藤 1994, p. 110.
34. ↑  三重県教育委員会 編 2012, p. 10.
35. ↑  三重県教育委員会 編 2012, p. 51.
36. ↑  後藤 1994, p. 108.
37. ↑  三重県教育委員会 編 2012, p. 53.
38. 1 2  三重県教育委員会 編 2012, p. 54.
39. ↑  三重県教育委員会 編 2012, p. 26.
40. ↑  後藤 1994, p. 92, 110.
41. ↑  三重県教育委員会 編 2012, p. 28, 53.
42. ↑  中田 1994, p. 133.
43. ↑  中田 1994, p. 151.
44. ↑  森 1994, p. 45.
45. ↑  “かもめバス時刻表”.   三重交通・鳥羽市地域公共交通会議 (2019年4月1日). 2019年12月6日閲覧。